# 杞出公
杞出公（前？年—前449年），姒姓，名欶，是杞国的第19任君主，杞湣公之子，杞哀公之侄，继承哀公国君之位，在位12年，传给其子杞简公。